# Глазго (Західна Вірджинія)
Глазго (англ. Glasgow) — місто (англ. town) в США, в окрузі Кенова штату Західна Вірджинія. Населення — 703 особи (2020).

## Географія
Глазго розташоване за координатами 38°12′42″ пн. ш. 81°25′17″ зх. д. / 38.21167° пн. ш. 81.42139° зх. д. (38.211664, -81.421411).  За даними Бюро перепису населення США в 2010 році місто мало площу 1,22 км², з яких 1,21 км² — суходіл та 0,01 км² — водойми.

## Демографія
Згідно з переписом 2010 року, у місті мешкало 905 осіб у 327 домогосподарствах у складі 236 родин. Густота населення становила 744 особи/км².  Було 352 помешкання (290/км²).
Расовий склад населення:
| - 97,6 % — білих - 1,4 % — чорних або афроамериканців - 0,1 % — азіатів |

До двох чи більше рас належало 0,8 %. Частка іспаномовних становила 0,3 % від усіх жителів.
За віковим діапазоном населення розподілялося таким чином: 18,7 % — особи молодші 18 років, 54,3 % — особи у віці 18—64 років, 27,0 % — особи у віці 65 років та старші. Медіана віку мешканця становила 47,7 року. На 100 осіб жіночої статі у місті припадало 90,1 чоловіків;  на 100 жінок у віці від 18 років та старших — 83,1 чоловіків також старших 18 років.
Середній дохід на одне домашнє господарство  становив 52 438 доларів США (медіана — 41 648), а середній дохід на одну сім'ю — 59 890 доларів (медіана — 50 313). За межею бідності перебувало 15,4 % осіб, у тому числі 31,5 % дітей у віці до 18 років та 0,0 % осіб у віці 65 років та старших.
Цивільне працевлаштоване населення становило 257 осіб. Основні галузі зайнятості: освіта, охорона здоров'я та соціальна допомога — 29,2 %, роздрібна торгівля — 15,2 %, будівництво — 11,7 %, публічна адміністрація — 8,9 %.